# Llovizna (telenovela)
Llovizna es una telenovela venezolana de 1997, protagonizada por Scarlet Ortiz, Luis Fernández y los primeros actores Caridad Canelón y Javier Vidal. Fue producida por la ya desaparecida Marte TV. Esta telenovela contiene 145 episodios.

## Sinopsis
Llovizna es el nombre de una chica hermosa de dieciocho años de edad criada por Marhuanta Sánchez, una ex prostituta y compañera del abuelo de Llovizna, Caruachí del Río. Caruachí, un exconvicto y ahora trabajador del acero, regaló siendo bebé a Llovizna a Marhuanta, sin revelar que ella era su nieta. La madre biológica de Llovizna, hija de Caruachí, Resplandor, fue asesinada inmediatamente después de su nacimiento en un esfuerzo por ocultar una relación que tuvo con Pío Heres, el dueño de la fábrica de acero. Pío estaba esperando un hijo, se salvó la vida de Llovizna, y le daba a Marhuanta como su propio hijo. En su lecho de muerte, Caruachí revela a Llovizna que Pío le robó de su inversión en la fábrica de acero 20 años antes, y que Pío es responsable por la muerte de su madre. Exhala en su último suspiro, suplicándole a Llovizna, como su único heredero, recuperar su parte de la fábrica de acero que le fue quitada hace años, antes de Pío, tenía injustamente encarcelado por la muerte de la madre de Llovizna. Un trágico accidente de Caruachí en uno de los hornos de la acería, obliga a Llovizna para buscar su trabajo, con el fin de mantener la promesa que hizo a su abuelo moribundo, exponer Pío Heres para todos de sus fechorías. Aquí, Llovizna se enamorará perdidamente de Fuego de Orinoco, un guapo trabajador de acero, joven y rebelde. Jesús Ferrer, hace muchos años, dejó a su familia humilde y ambiciosamente estudió bajo la tutela del Pío Heres, quien había esperado muchos años del nacimiento de un hijo. Jesús cambiaron el nombre de Caroní Fuego y dejaron a su madre y su hermano menor, Orinoco. El destino y las circunstancias obligará a Llovizna apartar sus sentimientos por Orinoco, cuando abandona los hornos y acepta un trabajo con el nuevo gerente general del imperio del acero, Sr. Jesús Ferrer. 
Aquí Llovizna comienza a desentrañar las mentiras que Pío, ahora gravemente enfermo, ha usado para cubrir la muerte de su madre y el robo de los derechos de su abuelo en la fábrica de acero. Cuando Pío está expuesto por sus crímenes y amenaza la vida de Orinoco, Llovizna, en un intento por salvar su verdadero amor, se casa con Jesús. Llovizna es el nombre de una historia de los jóvenes que quieren lo mejor para ellos mismos y la lucha por alcanzar sus metas y vidas. Es una historia donde un trabajo honesto, educación, solidaridad y amistad son las fuerzas móviles que enmarcan todos los caracteres. Es el impulso de un amor tan poderoso que hace posible su conquista. En Llovizna, se encuentran los elementos.

## Elenco
- Scarlet Ortiz como Yolanda "Llovizna" Sánchez/Yolanda "Llovizna" Heres del Río
- Luis Fernández como Orinoco Fuego
- Javier Vidal como Pío Heres Briceño
- Caridad Canelón como Marhuanta Sánchez
- Elisa Escámez como Nieves Fuego
- Mildred Quiroz como Diamante Falcón Heres
- Pablo Martín como Caroní Fuego / Jesús
- Yoletti Cabrera como Soledad Barrancos
- Juan Carlos Baena como Luis Luis
- José Ángel Urdaneta como Patrio Morales
- Catherine Correia como Salvaje Callao
- Henry Castañeda como Caruachí
- Alberto Alcalá
- Jenny Quintas
- Alfonso Medina como Lanzarote Niño
- Natalia Capelletti como Concordia
- Henry Castañeda como Guasipati (Gualberto Simón Patiño)
- Ángela Hernández
- Norma Matos
- Roberto Messuti como Eloy Cardoso
- Lizet Luna
- Nacarid Escalona como Alejandra de Hipólito "La Generala"
- Alma Ingianni como Madre Candy
- Erika Medina como Siria Degredo
- Betty Ruth como Rocío
- Winston Vallenilla como José Miguel Andueza
- Tatiana Capote como Amanecer
- Indira Leal como Rebeca León
- Martín Lantigua como José Ángel
- Gisvel Ascanio como Mimina Andueza
- William Rodríguez
- Roberto Rondón
- Jarai Benítez
- Rossi Conde
- Carolina Bigas
- Samantha Blanco
- Gabriela Fuentes
- Enio Rodríguez
- José Luis Mendoza
- Johnny Hernández
- Carlos Castro
- José Silva
- Luisa Da Silva
- Rodolfo Renwick
- Eduardoproduc Extra muchos personajes, trabajador de la siderúrgica, alumno de orinoco, guardia, visitante de la cárcel, apostador escenas con Lanzarote.

ACTUACIÓN DE LOS NIÑOS:
- Ricardo Trujillo
- Saúl Gómez

## Producción
- Original de: José Simón Escalona
- Escrita por: María Helena Portas
- Libretos: Jhonny Gavlovski, Marianella Yánez, Rossana Negrín, María Helena Portas
- Dirección de posproducción: Alberto Ponte
- Edición: José Miguel Sánchez
- Música original: David Montoro
- Musicalización: Jorge Rivera, David Montoro
- Maquillaje: Ángel R. Reyes
- Diseño de vestuario: Fernando Bozo, Antonio Alfonzo
- Escenografía y ambientación: Jorge Vieira, Roberta Baron, Mario Rinaldi
- Diseño de arte: Ligia Puche
- Fotografía: Liliana Lamata
- Producción de exteriores: Gilberto Regalado / Vladimir Salazar
- Dirección de exteriores: Haydee Ascanio / Yuri Delgado
- Producción general: Víctor Fernández
- Dirección general: José Alcalde
- Tema musical: Solamente fuego (acústica)
- Autor: Ignacio Rondón
- Intérprete: Samuel